# Duddingston House
Duddingston House est un manoir du XVIIIe siècle situé à Édimbourg, en Écosse, au sud-est du village de Duddingston. Il a été construit dans les années 1760 pour James Hamilton, 8e comte d'Abercorn, et a été conçu en style palladien par Sir William Chambers. Il est maintenant protégé comme bâtiment classé de catégorie A et les terrains de la bâtisse sont inclus dans l'inventaire des jardins et des paysages désigné en Écosse, liste nationale des jardins importants.

## Histoire
Les terres de Duddingston ont été achetées par James Hamilton, 8e comte d’Abercorn (1712-1789), en 1745 au duc d’Argyll.  Pendant le soulèvement jacobite de 1745, la cavalerie de Bonnie Prince Charles Stuart campa dans le parc, avant la bataille de Prestonpans. En 1760, Lord Abercorn chargea Sir William Chambers (1723-1796) de concevoir une nouvelle maison modeste construite entre 1763 et 1768. Le coût total de la maison et des terrains, présenté par Robert Robinson dans le style de Capability Brown, était d'environ 30 000 £. 
Après la mort de Lord Abercorn en 1789, la succession passa à ses héritiers mais la maison fut louée. Divers propriétaires se succédèrent par la suite, la Holyrood High School a été construite dans une partie du parc dans les années 1960. À ce moment-là, la bâtisse était en mauvais état et, en 1959, elle fut achetée par M. Gladstone, qui l'a restaurée et ouverte comme hôtel en 1963. Dans les années 1990, les écuries et les cours de la maison ont été transformées en maisons de ville, tandis que la maison principale a été restaurée par la société Burrell et convertie en bureaux.